# Рада з питань свободи слова та захисту журналістів при Президентові України
Рада з питань свободи слова та захисту журналістів при Президентові України — консультативно-дорадчий орган, створений з метою забезпечення дотримання конституційного права на свободу слова, налагодження ефективної взаємодії державних органів, засобів масової інформації, інститутів громадянського суспільства, зокрема щодо запобігання перешкоджанню законній професійній діяльності журналістів, відповідно до пункту 28 частини першої статті 106 Конституції України.
Рада утворена 6 листопада 2019 року відповідно до указу Президента України Володимира Зеленського № 808/2019.

## Завдання та функції
Основними завданнями Ради, відповідно до положення про неї, є формування пропозицій щодо захисту інформаційного простору в інтересах інформаційної безпеки України, забезпечення реалізації прав громадян на свободу слова та отримання об'єктивної, достовірної інформації, а також забезпечення гарантій законної професійної діяльності журналістів.
Рада відповідно до покладених на неї завдань:
1. Аналізує законодавство в інформаційній сфері та розробляє пропозиції щодо його вдосконалення;
2. Здійснює моніторинг стану забезпечення захисту професійної діяльності журналістів та свободи слова в Україні, додержання журналістських стандартів, вносить пропозиції щодо посилення гарантій законної професійної діяльності журналістів;
3. Розробляє заходи щодо конструктивної взаємодії державних органів, інститутів громадянського суспільства, засобів масової інформації з питань свободи слова та забезпечення гарантій законної професійної діяльності журналістів;
4. Здійснює моніторинг інформаційного простору, формує пропозиції щодо вирішення актуальних питань захисту інформаційної безпеки України;
5. Розглядає та вносить пропозиції з інших питань, які стосуються свободи слова та захисту журналістів.

Секретар Ради Вадим Міський відзначав, що Рада не матиме повноважень видавати прес-карти для журналістів, розслідувати злочини проти журналістів (замість правоохоронних органів), втручатися в редакційну політику медіа чи контролювати їх роботу, накладати будь-які стягнення на будь-кого, підміняти собою органи саморегулювання журналістів або здійснювати повноваження державних органів у сфері медіа.

## Склад
До складу ради входять 15 членів: Вадим Міський (секретар Ради), Олександр Бурмагін, Наталія Влащенко, Ірина Городецька, Наталія Гуменюк, Діана Дуцик, Павло Єлізаров, Максим Кречетов, Тетяна Лебедєва, Світлана Остапа, Людмила Писанко, Тетяна Попова, Сергій Томіленко, Тарас Шевченко, Сергій Штурхецький.
Члени ради були обрані представниками медіа та громадських організацій на установчих зборах, скликаних Офісом Президента України. Всього було обрано 6 делегатів від медіа, 6 делегатів від медійних громадських організацій, а також по одному представнику від Офісу Президента України, Національної спілки журналістів України та Незалежної медіа-профспілки.

## Діяльність
У січні 2020 року Рада з питань свободи слова рекомендувала ратифікувати Конвенцію про доступ до офіційних документів, яка була згодом підтримана Верховною Радою України.
Після оприлюднення попереднього тексту законопроєкту про протидію дезінформації, підготовленого Міністерством культури, молоді та спорту України на чолі з Володимиром Бородяським, Рада з питань свободи слова заявила про неприйнятність низки норм законопроєкту і запропонувала міністерству створити робочу експертну групу для вироблення ефективних інструментів протидії дезінформації. Вивчивши текст законопроєкту, Рада дійшла висновку, що його зміст не відповідає основній заявленій меті — боротьбі з дезінформацією в інформаційному просторі України в умовах агресії Російської Федерації. Натомість, на думку Ради, він у першу чергу серйозно звужував свободу слова в країні, сприяв самоцензурі журналістів та звужував їхні права. Зрештою, законопроєкт про протидію дезінформації так і не був внесений Кабінетом Міністрів України до Верховної Ради.
Під час запровадження карантину, викликаного пандемією COVID-19, двічі — у березні та у травні 2020 року — рекомендувала владі пакети заходів щодо підтримки медіа під час карантину, частина з яких була врахована в ухваленому законі щодо підтримки креативних індустрій.
Після конфлікту, що виник під час візиту президента Володимира Зеленського до Херсона 26 червня 2020 року — бойкоту місцевих ЗМІ через відмову в акредитації на зустрічі з президентом — Рада з питань свободи слова розробила рекомендації щодо проведення пресконференцій перших осіб держави та організації журналістських пулів.
Крім цього, Рада здійснювала публічний захист журналістів у низці резонансних ситуацій: засудила тиск на програму «Схеми» з боку Андрія Портнова та розголошення персональних даних працівників програми, а також закликала президента Володимира Зеленського публічно відреагувати на конфлікт його прессекретаря з Радіо «Свобода» та ін.

## Попередні органи зі схожим функціоналом
За президентства Віктора Ющенка діяла Національна комісія з утвердження свободи слова та розвитку інформаційної галузі, склад якої був затверджений 5 липня 2006 року.
За президентства Віктора Януковича діяла Міжвідомча робоча група з аналізу стану додержання законодавства про свободу слова та захист прав журналістів від 6 липня 2011 року.
За президентства Петра Порошенка діяла утворена ним Рада з питань захисту професійної діяльності журналістів та свободи слова від 23 лютого 2016 року.